# Sant Julià de Pedra
Sant Julià de Pedra és una església del municipi de Bellver de Cerdanya (Cerdanya). Es troba encimbellada en un turonet de la població de Pedra. És una obra declarada bé cultural d'interès nacional.

## Descripció

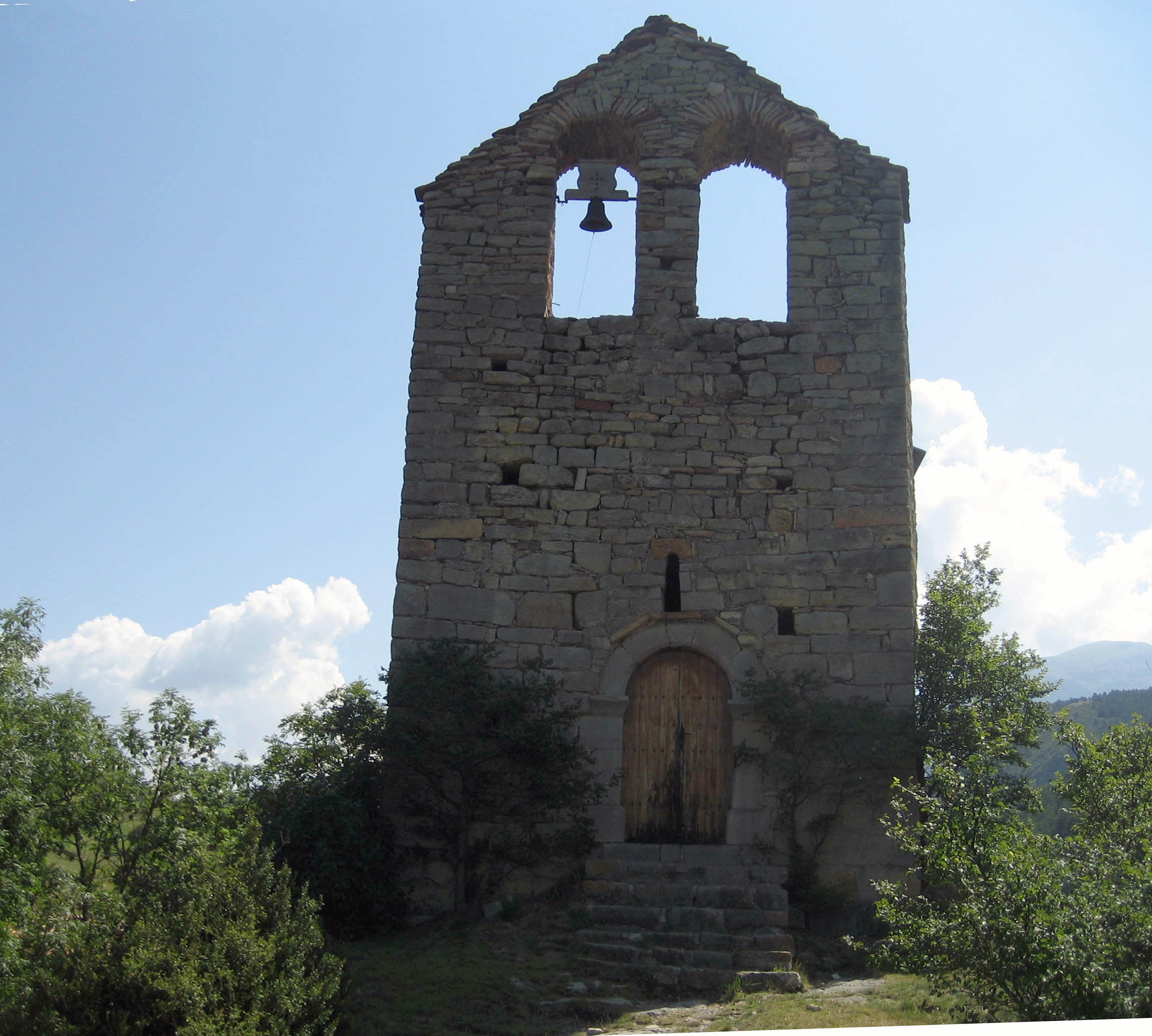

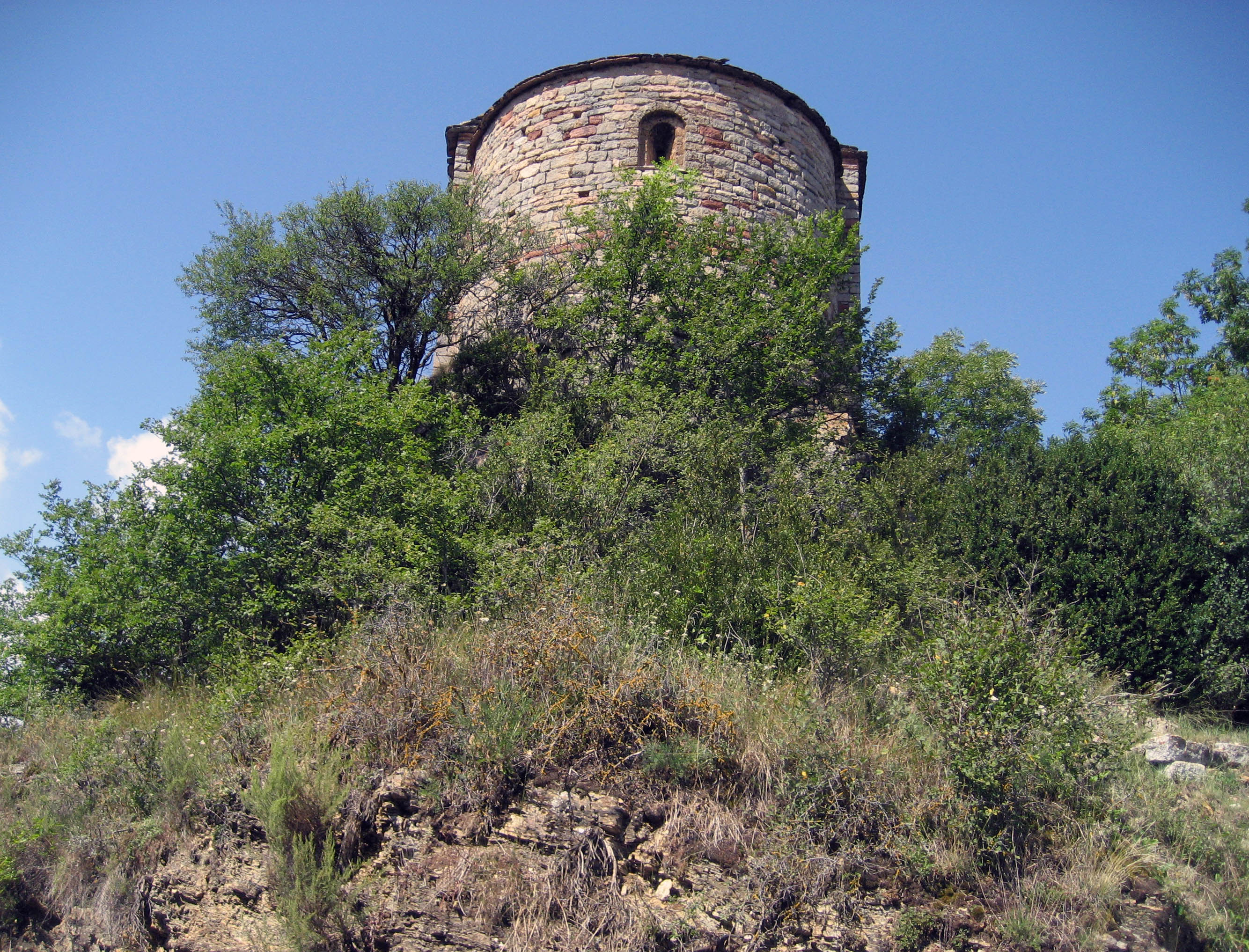
Absis de l'església de Sant Julià de Pedra

Edifici d'una sola nau, antigament cobert amb volta sostinguda en uns reforçaments fets a la cara interior dels murs de la nau mitjançant grans arcades que simulen capelles laterals. La volta degué caure potser en els terratrèmols del segle xv, i fou substituïda per una encavallada de fusta. L'absis, semicircular i mancat d'ornamentació, té uns murs de més de dos metres de gruix, la qual cosa ha fet pensar que fou bastit amb finalitats defensives o aprofitant una antiga torre de defensa. És precedit per un espai a manera de transsepte, que sobresurt poc exteriorment, amb una absidiola buidada al mur septentrional i una petita capella quadrada al de migdia. Els murs laterals presenten una sèrie de rebaixos que alleugereixen la massa dels murs, sense restar-li resistència. L'exterior és completament llis, bastit amb carreus força regulars. La façana de ponent, amb un portal de mig punt al qual s'accedeix per una sèrie de graons, és rematada per un campanar d'espadanya, de la mateixa amplada de la nau, amb dues obertures per a les campanes.

## Història
El petit poble de Pedra, situat al peu de la serra de Moixeró i agregat al terme municipal de Bellver de Cerdanya, és presidit per l'església parroquial de Sant Julià, situada dalt d'un penyal. El lloc de Pedra és documentat ja l'any 965 i la seva església, de cronologia incerta, podria datar-se a finals del segle xi. El segle xii consta ja com a parròquia, i el 1198 fou saquejada pels albigesos a les ordres del comte de Foix i del vescomte Arnau de Castellbò. Durant la guerra civil espanyola, el 1936, va patir de nou saquejos i un incendi que va enderrocar la seva coberta. L'any 1984 va ser declarada monument històric-artístic nacional, després d'haver tingut una restauració per part de la Generalitat de Catalunya.